# Jerzy Skolimowski

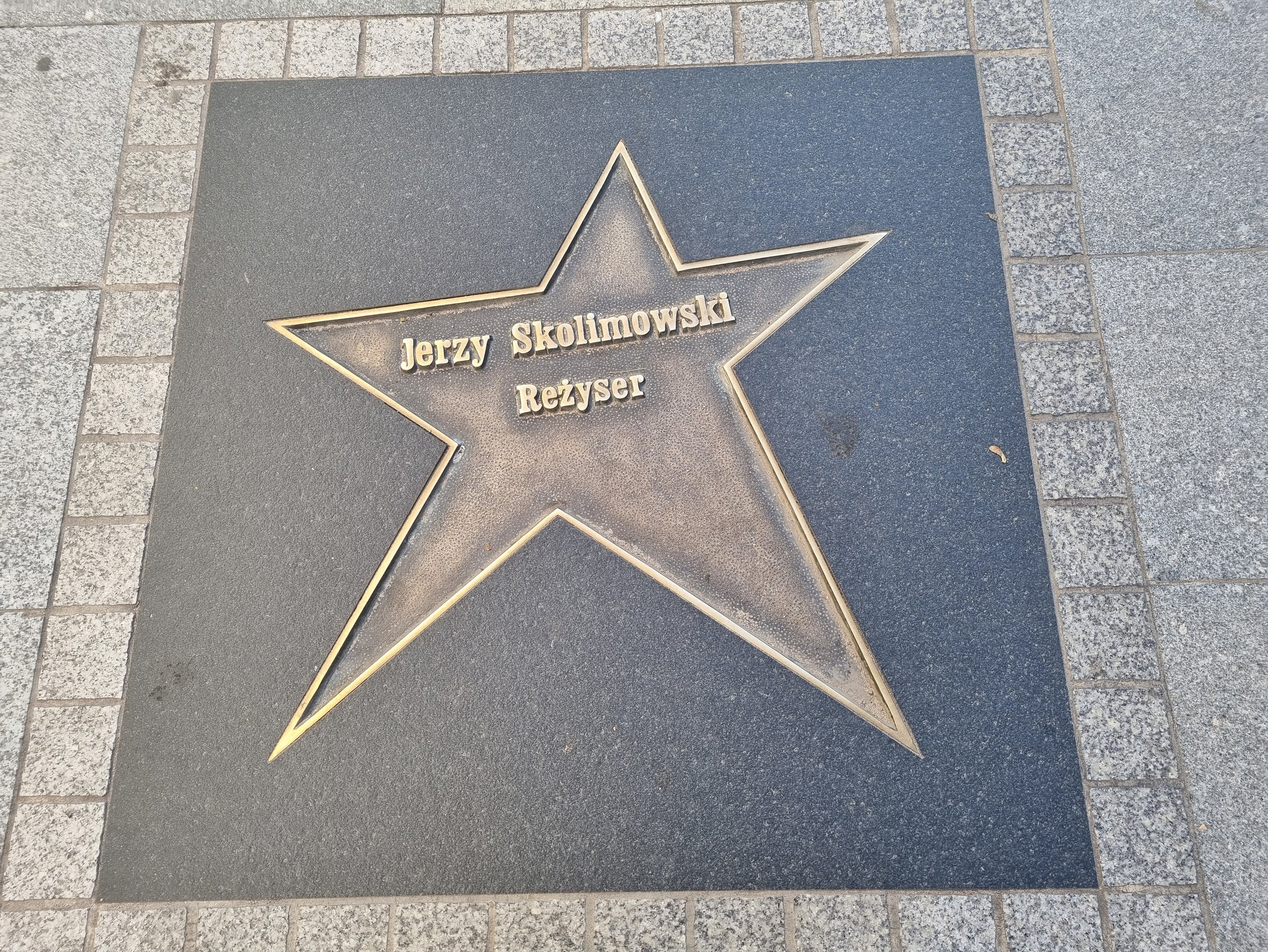
Gwiazda Jerzego Skolimowskiego w Łodzi

Jerzy Skolimowski (ur. 5 maja 1938 w Łodzi) – polski reżyser, scenarzysta, producent i aktor filmowy, poeta, a także malarz, przedstawiciel trzeciej fali polskiego kina.
Karierę filmową rozpoczął jako scenarzysta do filmów Niewinni czarodzieje oraz Nóż w wodzie. Rozgłos zdobył tetralogią złożoną z czterech filmów nakręconych w Polsce (Rysopis, Walkower, Bariera, Ręce do góry), w których eksperymentował z formą i ukazywał stan ducha polskiej młodzieży lat 60. XX wieku. Ze względu na krytykę czasów stalinizmu w Rękach do góry (zatrzymanych przez cenzurę komunistyczną) musiał emigrować z Polski. W Wielkiej Brytanii zasłynął filmami takimi jak Na samym dnie, Wrzask oraz Fucha. Po transformacji ustrojowej w Polsce nakręcił cenione przez krytyków filmy Cztery noce z Anną i Essential Killing, z czego ten ostatni zapewnił mu Złote Lwy na Festiwalu Polskich Filmów Fabularnych.
Laureat prestiżowych nagród, między innymi Złotego Niedźwiedzia za belgijski film Start, Nagrody Specjalnej Jury na Festiwalu Filmowym w Cannes za Wrzask (1978) i IO (2022) oraz Nagrody Specjalnej Jury na Międzynarodowym Festiwalu Filmowym w Wenecji za Latarniowiec. W 2016 r. uhonorowany Złotym Lwem w Wenecji za całokształt twórczości. Odznaczony Krzyżem Komandorskim Orderu Odrodzenia Polski, Złotym Medalem „Zasłużony Kulturze Gloria Artis” oraz Krzyżem Oficerskim Orderu Sztuki i Literatury (Francja).

## Życiorys

### Młodość i wykształcenie
Urodził się 5 maja 1938 r. w Łodzi. Dziadek, Kazimierz Skolimowski (1862–1923) był architektem miejskim w Kaliszu. Jego ojciec, aresztowany za działalność konspiracyjną w Armii Krajowej, zginął w 1943 r. w obozie koncentracyjnym w Flossenbürgu. Jego matka zajmowała się po II wojnie światowej organizacją szkolnictwa polskiego. Gdy Jerzy miał 11 lat, wyjechał wraz z matką do Pragi, gdzie pracowała ona jako attaché kulturalny. Jerzy Skolimowski uczył się trzy lata w tamtejszym gimnazjum, poznając między innymi Miloša Formana, Václava Havla i Ivana Passera .
W 1959 r. ukończył studia etnograficzne na Uniwersytecie Warszawskim, a w 1963 r. studia reżyserskie na Wydziale Reżyserii PWSTiF w Łodzi. Jego opiekunem artystycznym był Andrzej Munk, pod którego kierunkiem nakręcił pierwsze etiudy: Oko wykol (1960), Erotyk (1961) oraz Pieniądze albo życie (1961).

### Kariera literacka
Początkowo próbował swych sił jako poeta, brał udział w I Kongresie Młodej Poezji Polskiej. Debiutował wierszem Moje rundy, wydanym w 1957 r. na łamach „Nowej Kultury”. Opublikował również dwa tomiki poetyckie: Gdzieś blisko siebie (1958) oraz Siekierę i niebo (1959). W swoich tomikach, jak przekonywała Iwona Grodź, Skolimowski posługiwał się mową potoczną, co zdradzało jego inspiracje stylem Ernesta Hemingwaya, ale też Marka Hłaski, Andrzeja Bursy oraz Stanisława Grochowiaka. Wielokrotnie w jego twórczości poetyckiej pojawiał się motyw twarzy oraz lustra; jego styl odznaczał się też dosadnością oraz antyestetyzmem. W 1961 r. w Warszawie wystawiono jego sztukę Ktoś się utopi, opublikowaną dwa lata wcześniej w „Dialogu”.

### Kariera filmowa

#### 1958–1961: Pierwsze scenariusze
Jeszcze w 1958 r. do Skolimowskiego zgłosili się Andrzej Wajda i Jerzy Andrzejewski z zamiarem konsultacji w sprawie pisanego przez nich scenariusza filmu o współczesnej młodzieży. Skolimowski zarzucił obu artystom, że przedstawili nieprawdziwie młodych ludzi. Tymczasem, zdaniem Skolimowskiego, w planowanym filmie:

Musi być boks, musi być jazz, musi być fajny facet, który ma skuter i spotyka fajne dziewczyny, udaje mu się albo nie i do tego ma czasem refleksje.

Konsekwencją konsultacji było zaangażowanie Skolimowskiego do prac scenariuszowych nad Niewinnymi czarodziejami (1960), z udziałem Tadeusza Łomnickiego oraz Krystyny Stypułkowskiej w rolach młodzieńców nawiązujących ze sobą przygodną znajomość. Skolimowski osobiście wystąpił w pobocznej roli młodego boksera, który ze względu na kontuzję łuku brwiowego zostaje odsunięty od walki, lecz pomny zemsty wdaje się w bójkę z lekarzem granym przez Łomnickiego i faktycznie zalewa się krwią. Jakkolwiek film został początkowo obojętnie przyjęty przez krytyków (do czego mogła się przyczynić Wajdowska romantyzacja działań bohaterów, nadająca sztuczności dziełu), okazał się obiecującym wstępem do późniejszej kariery Skolimowskiego.
Drugi jego scenariusz, Nóż w wodzie (1961), powstał we współpracy z Romanem Polańskim oraz Jakubem Goldbergiem. Treścią filmu w reżyserii Polańskiego jest psychodrama rozgrywająca się nad mazurskimi jeziorami pomiędzy trzema osobami – dwojgiem ustawionych życiowo małżonków oraz tajemniczym chłopakiem spoza establishmentu. Do filmu Polańskiego Skolimowski zasugerował szereg zmian, wśród nich upodobnienie dramatu do tragedii antycznej (o jedności czasu, miejsca i akcji). Poprawki przysłużyły się filmowi Polańskiego, który zdobył szereg nagród na międzynarodowych festiwalach. Jednakże w Polsce Nóż w wodzie oskarżano o rozwiązłość obyczajową (zarzuty padały ze strony zarówno władz komunistycznych, jak i Episkopatu), co przyśpieszyło decyzję Polańskiego o opuszczeniu kraju.

#### 1964–1967: Pierwsze cztery filmy polskie reżysera
Pełnometrażowym debiutem reżyserskim Skolimowskiego był Rysopis (1964), zmontowany przezeń z etiud zrealizowanych podczas nauki w łódzkiej szkole filmowej i przedstawiony tam jako film dyplomowy. Rysopis, ukazujący dylematy młodzieńca Andrzeja Leszczyca (w tej roli sam Skolimowski), który porzucił studia wyższe i przygotowuje się do wezwania do służby wojskowej, okazał się nowatorski w skali polskiej kinematografii. Jak pisała Iwona Kurz, „po raz pierwszy w polskim kinie kawałek rzeczywistości został pokazany z perspektywy wewnętrznej – inaczej jednak niż dotąd w literaturze, bez cienia sentymentalizmu”. Co więcej, reżyser dokonał zespolenia własnego bohatera ze swoją rzeczywistą funkcją reżysera-aktora, na dodatek pozycjonował siebie i swą postać w roli społecznego outsidera. Za reżyserię Rysopisu Skolimowski zdobył nie tylko uczelnianą nagrodę łódzkiej filmówki, ale również Syrenkę Warszawską przyznawaną przez Stowarzyszenie Dziennikarzy Polskich oraz Grand Prix Festiwalu Filmowego w Arnhem.
Jeszcze większy sukces reżyser osiągnął swoim drugim filmem w pełnym metrażu, Walkowerem (1965). Ponownie wcielając się w Leszczyca, Skolimowski sportretował kolejny rozdział z życia bohatera – już zawodowego boksera, który obawia się starcia ze znacznie potężniejszym przeciwnikiem i staje przed dylematem, czy nie oddać pojedynku tytułowym walkowerem. Wprawdzie z perspektywy czasu Grodź twierdziła, że w przypadku Walkoweru: „jest to film wyraźnie uboższy, zarówno scenariuszowo, psychologicznie, jak i wizualnie czy dźwiękowo”. Jednakże Walkower powstał w momencie, kiedy środowisko pisma „Cahiers du cinéma” gorączkowo poszukiwało nowych autorów do utwierdzenia promowanej przezeń polityki autorskiej. Skolimowski znalazł się wśród szczególnie cenionych autorów filmowych: Walkower na liście najlepszych filmów roku w „Cahiers” zajął 2. miejsce, wyprzedzony jedynie przez Na los szczęścia, Baltazarze Roberta Bressona.
Trzeci film Skolimowskiego, Bariera (1966), został już na etapie produkcyjnym poddany ingerencji; nie pozwolono reżyserowi wcielić się po raz kolejny w rolę Leszczyca, którego ostatecznie zagrał zawodowy aktor Jan Nowicki. Scenariusz do Bariery Skolimowski napisał na podstawie porzuconego projektu Kazimierza Karabasza Pusty obszar. Bariera stanowiła próbę polemiki z polską tradycją romantyczną, szczególnie z dziedzictwem II wojny światowej. Film był utrzymany w onirycznej poetyce, która przyczyniła się do niezrozumienia dzieła przez ówczesną widownię i krytyków. Prezydium Stowarzyszenia Dziennikarzy Polskich nie zaakceptowało zdobycia przez Skolimowskiego kolejnej Syrenki Warszawskiej, uniemożliwiając wręczenie reżyserowi należnej mu nagrody.
Czwarty realizowany w Polsce film Skolimowskiego, Ręce do góry (1967), był kręcony równolegle z belgijskim Startem. Ręce do góry są portretem niedojrzałego młodego pokolenia, które nie rozumie już traumy ani powstań narodowych, ani II wojny światowej. Skolimowski opisywał własną generację jako pozostawioną „z pustymi rękami”. Retrospekcja z czasów stalinizmu, w której główni bohaterowie – jako zetempowcy przygotowujący się do uroczystości pierwszomajowej – naklejają przypadkiem na Stalina podwójną parę oczu, miała najbardziej dramatyczny charakter. Jeden z bohaterów (Bogumił Kobiela), dostrzegłszy ów portret i przeczuwając konsekwencje, twierdził: „Wszystko na nic, szkoła podstawowa, 4 lata liceum, 5 lat studiów, wszystko na nic…” Ręce do góry okazały się filmem niecenzuralnym; rozpowszechnianie filmu zostało wstrzymane aż do 1985 r. (film został pokazany w międzyczasie jedynie na krótko przed stanem wojennym). Reżyser bezskutecznie starał się interweniować u wicemarszałka Sejmu Zenona Kliszki (najbliższego współpracownika Władysława Gomułki), składając ultimatum, że nie zrobi już w Polsce ani jednego filmu. Kliszko odpowiedział mu: „Szerokiej drogi”, w wyniku czego Skolimowski wyjechał z kraju.

#### 1967–1991: Na emigracji

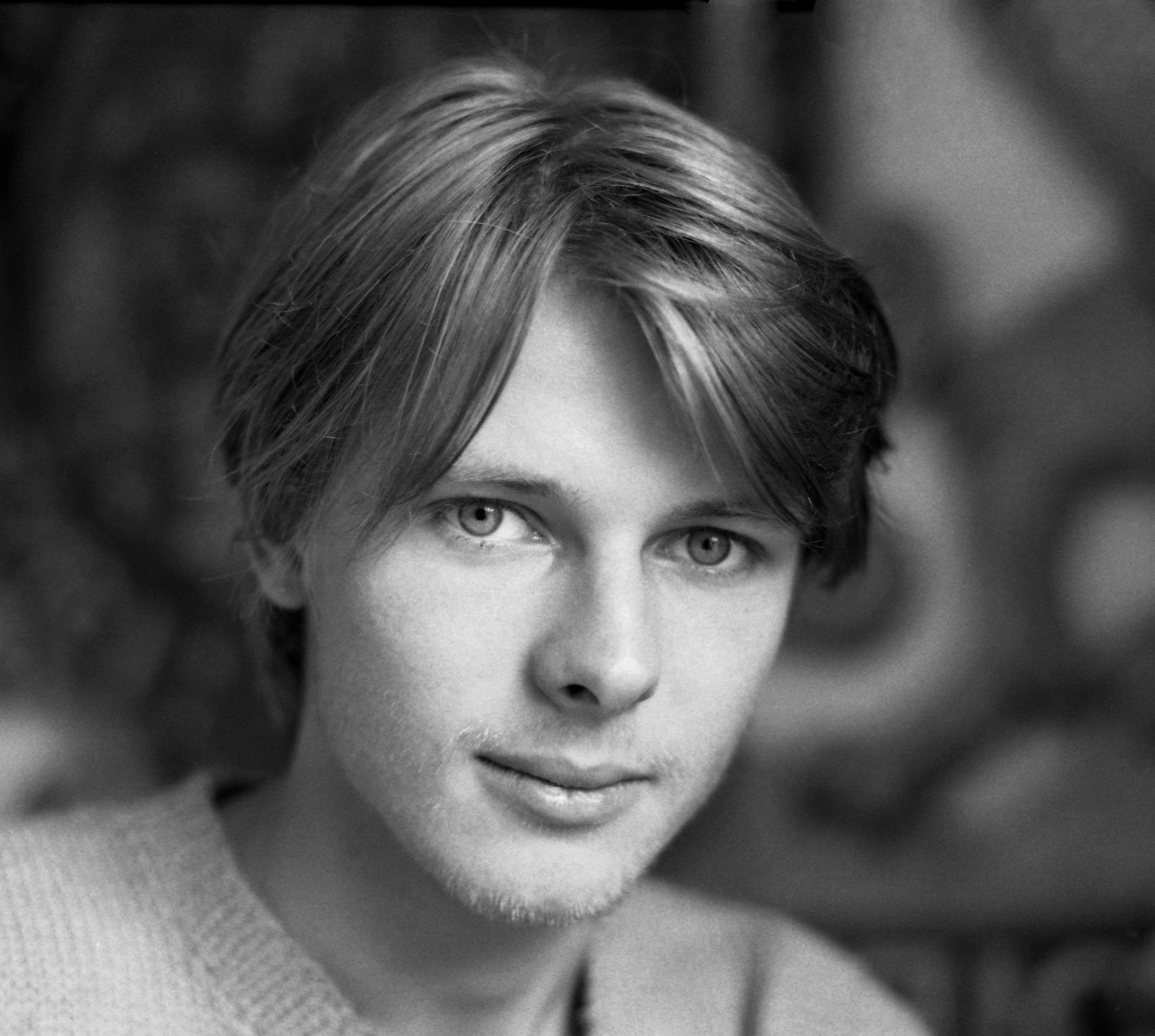
John Moulder Brown (na zdjęciu z 1974), odtwórca głównej roli w filmie Skolimowskiego Na samym dnie

Podczas prac nad Rękami do góry Skolimowski nakręcił w Belgii film Start (Le Départ, 1967), raptownie zmieniając swoją poetykę. Treść filmu skupia się na losach pomocnika fryzjera (Jean-Pierre Léaud), który próbuje zdobyć pieniądze na wypożyczenie porsche'a z salonu i wziąć udział w upragnionym rajdzie. Grodź charakteryzowała Start jako film o „odruchowym niemal podjęciu decyzji, co jest ważniejsze: młodzieńcze marzenia czy nowa, nieznana przyszłość. Start odniósł wielki międzynarodowy sukces, otrzymując Grand Prix Złotego Niedźwiedzia na 17. MFF w Berlinie, W Polsce pozostał jednak słabo znany, a z perspektywy czasu Krzysztof Świrek pisał, iż „duża część tego filmu to bardziej lub mniej udane gagi, nie ma tutaj tej precyzji rysunku, jaką młody debiutant zachwycał swoich profesorów z filmówki”.
W 1968 nakręcił w Czechosłowacji fragment filmu nowelowego Dialog 20-40-60 pod tytułem Dwudziestolatkowie (Dvacátníci), z udziałem Léauda oraz Joanny Szczerbic. Dwa lata później, już na emigracji w Wielkiej Brytanii, zrealizował Na samym dnie (Deep End, 1970). Treścią filmu jest fascynacja młodzieńca (John Moulder Brown) dojrzałą kobietą na nizinach drabiny społecznej (Jane Asher), dorabiającą na wszelkie możliwe sposoby. Ze względu na pesymistyczne zakończenie Na samym dnie nie miał szans na powodzenie u brytyjskiej widowni, a dopiero po latach doczekał się miana filmowego arcydzieła. Steve Rose z „The Guardiana” przekonywał, iż „właściwie wszystko w tym filmie – zdjęcia, obraz, ścieżka dźwiękowa – jest żywe i zaskakujące na tyle, że większość współczesnych filmów o dojrzewaniu wydaje się schematyczna i płytka”.
Równocześnie z filmem Na samym dnie odbyła się premiera Przygód Gerarda (The Adventures of Gerard, 1970), adaptacji awanturniczego zbioru opowiadań Arthura Conana Doyle’a z pogranicza gatunku płaszcza i szpady. Realizacja pierwszej superprodukcji Skolimowskiego przebiegła pod znakiem nieustannych konfliktów i nieporozumień wewnątrz ekipy filmowej. Przygody Gerarda okazały się dotkliwą klęską reżysera, który usprawiedliwiał się po latach brakiem odpowiedniego doświadczenia reżyserskiego (ponoć nawet nie wiedział, co to jest tzw. master shot). Również Król, dama, walet (King, Queen, Knave, 1972) na podstawie powieści Vladimira Nabokowa zebrał negatywne recenzje i rozczarował widzów; Jonathan Rosenbaum w sprawozdaniu z Festiwalu Filmowego w Cannes dla „The Village Voice” pisał, że film Skolimowskiego „zebrał więcej gwizdów i drwin niż cokolwiek innego, co widziałem w Cannes” .
Po niepowodzeniu dotychczasowych adaptacji zdecydował się na bardziej kameralny projekt. Wrzask (1978) na podstawie powieści Roberta Gravesa był autotematyczną narracją szaleńca zamkniętego w szpitalu psychiatrycznym (Alan Bates), snującego opowieść o tym, co doprowadziło do jego obłędu. Kluczowa w filmie była 23-sekundowa scena przeraźliwego wrzasku, z wykorzystaniem głosu samego reżysera przy akompaniamencie efektów elektronicznych i muzycznych. Wrzask został przeważnie pozytywnie przyjęty przez krytyków; Roger Ebert pisał, że „tym, co czyni ten film przerażającym, jest sposób, w jaki magia odludzia zostaje tak naturalnie wbudowana w spokojną tkankę wiejskiego życia” . Wrzask został również uhonorowany Nagrodą Specjalną Jury w Cannes.
Gdy w Polsce doszło do wprowadzenia stanu wojennego, zaaferowany represjami wobec opozycji antykomunistycznej Skolimowski zdecydował się zrobić film o społecznych konsekwencjach umocnienia peerelowskiej dyktatury, Fuchę (Moonlighting, 1982). Jak sam reżyser opisywał:

To był film o tym, jak ludzie skarłowacieli w ustroju komunistycznym. Zetknąłem się z rodakami, którzy pracowali na czarno w Londynie. […] Spotykałem ludzi, którzy mieszkali wręcz w norach, spali po kilku w jednym pokoju na podłodze, żywili się jedzeniem dla psów, jak ze sztuki Mrożka.

Treścią Fuchy, kręconej pośpiesznie we własnej posiadłości reżysera, są losy polskich emigrantów pracujących w Londynie. Jeden z nich, Nowak (Jeremy Irons), dowiaduje się o wprowadzeniu stanu wojennego i za wszelką cenę stara się nie dopuścić do tego, żeby pozostali członkowie jego brygady dowiedzieli się o owym tragicznym wydarzeniu. Jak pisała Grodź: „Film oglądany po latach razi amatorszczyzną, […] a także realizacją niemal chałupniczymi metodami, bez profesjonalnego przygotowania od strony technicznej”. Wszelako film trafił w swój czas; Vincent Canby na łamach „The New York Timesa” stwierdzał, że Fucha „daleko przewyższa wszystko, co nakręcił dotąd Skolimowski”, po czym porównał wręcz film pod względem jakości do dzieła innego polskiego emigranta Romana Polańskiego, Lokatora (The Tenant, 1976) . Za scenariusz do Fuchy Skolimowski otrzymał nagrodę na 35. MFF w Cannes. Co więcej, film Skolimowskiego po latach był odczytywany jako komentarz do zobojętnienia, z jakim polscy imigranci spotykali się w Wielkiej Brytanii.
W 1984 nakręcił drugi film poświęcony okolicznościom wprowadzenia stanu wojennego, Najlepszą zemstą jest sukces. Bohater filmu, polski reżyser teatralny (Michael York), który wyemigrował z Polski wraz z żoną (ówczesna małżonka Skolimowskiego, Joanna Szczerbic) i próbuje wbrew wszelkim przeciwnościom wystawić w Wielkiej Brytanii sztukę atakującą rządy komunistyczne. Jak pisał Richard Brody z „The New Yorkera”, „Skolimowski kwieciście i zadziornie przywołuje zarówno zawikłane paradoksy wolności, jak i ułudę tęsknoty [za krajem]” .
W 1985 wyreżyserował adaptację powieści niemieckiego pisarza Siegfrieda Lenza, zatytułowanej Latarniowiec (The Light Ship). Treścią Latarniowca jest pojedynek psychologiczny między kapitanem (Klaus Maria Brandauer) i ojcem młodego chłopaka a gangsterem (Robert Duvall), który przejmuje tytułowy statek. Pomimo Nagrody Specjalnej Jury na 42. MFF w Wenecji Latarniowiec jednak rozczarował krytyków. „Ani prawdopodobieństwo, ani spójność nie są po myśli nikogo, kto współtworzył ten film” – pisał Canby .
Następny utwór w dorobku Skolimowskiego, Wiosenne wody (Torrents of Spring, 1987), był konwencjonalną adaptacją powieści Iwana Turgieniewa „o pięknym romantycznym uczuciu i zmarnowanym życiu”, z udziałem takich aktorów jak Timothy Hutton, Nastassja Kinski oraz Valeria Golino. Ostatnią adaptacją tekstu literackiego dokonaną przez reżysera był Ferdydurke (30 Door Key, 1991) na podstawie powieści Witolda Gombrowicza. Pod naciskiem swego agenta Skolimowski postanowił zekranizować nieprzetłumaczalną prozę Gombrowicza w języku angielskim, zgodnie z wymogami międzynarodowej koprodukcji. Efekt realizacji okazał się jednak nieakceptowalny zarówno dla polskiej publiczności (ze względu na sztuczną grę aktorską), jak i dla zagranicznych widzów (z powodu braku zainteresowania nieczytelną narracją filmu).

#### Od 2008: Powrót do Polski

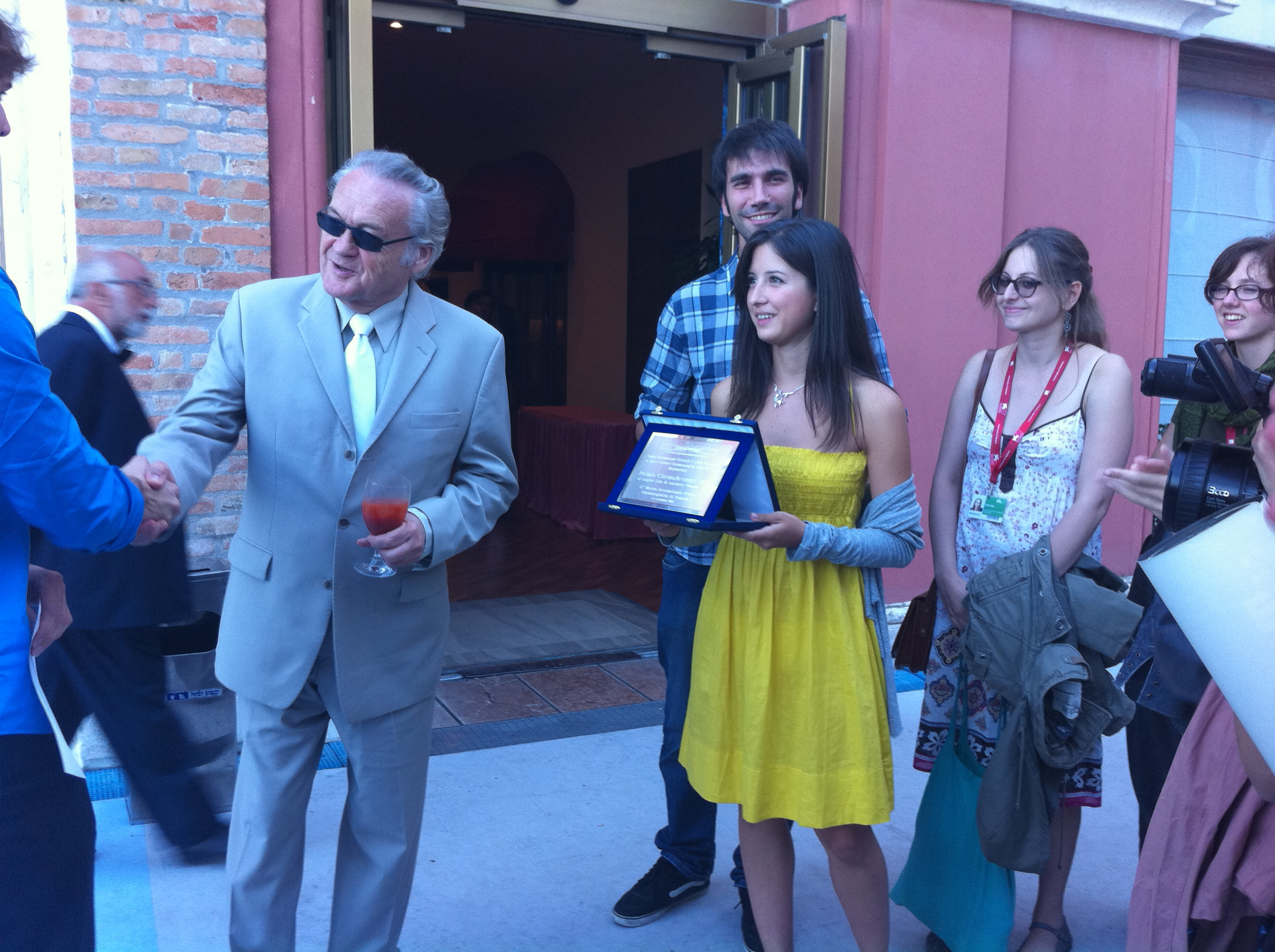
Skolimowski na 67. MFF w Wenecji (2010)

Po klęsce Ferdydurke Skolimowski pozostawał nieaktywny jako reżyser aż do 2008 roku, kiedy stanął za kamerą przy polskim filmie Cztery noce z Anną. Jak twierdził, scenariusz opracował wraz z Ewą Piaskowską na podstawie japońskiego opowiadania Śpiące piękności Yasunariego Kawabaty. Bohaterem filmu jest szpitalny palacz (Artur Steranko), który staje się świadkiem gwałtu popełnionego na pielęgniarce (Kinga Preis), a następnie się w niej zakochuje i coraz nachalniej ją obserwuje. Zdaniem Błażeja Hrapkowicza z „Kina” reżyser filmu „poddaje rewizji nasze przyzwyczajenia, pozostawiając wyraźne autorskie piętno na tej zaskakująco pięknej historii”. Cztery noce z Anną zostały triumfalnie przyjęte przez widownię podczas otwarcia 61. MFF w Cannes; w Polsce Skolimowski otrzymał natomiast nagrodę za reżyserię na 33. Festiwalu Polskich Filmów Fabularnych.

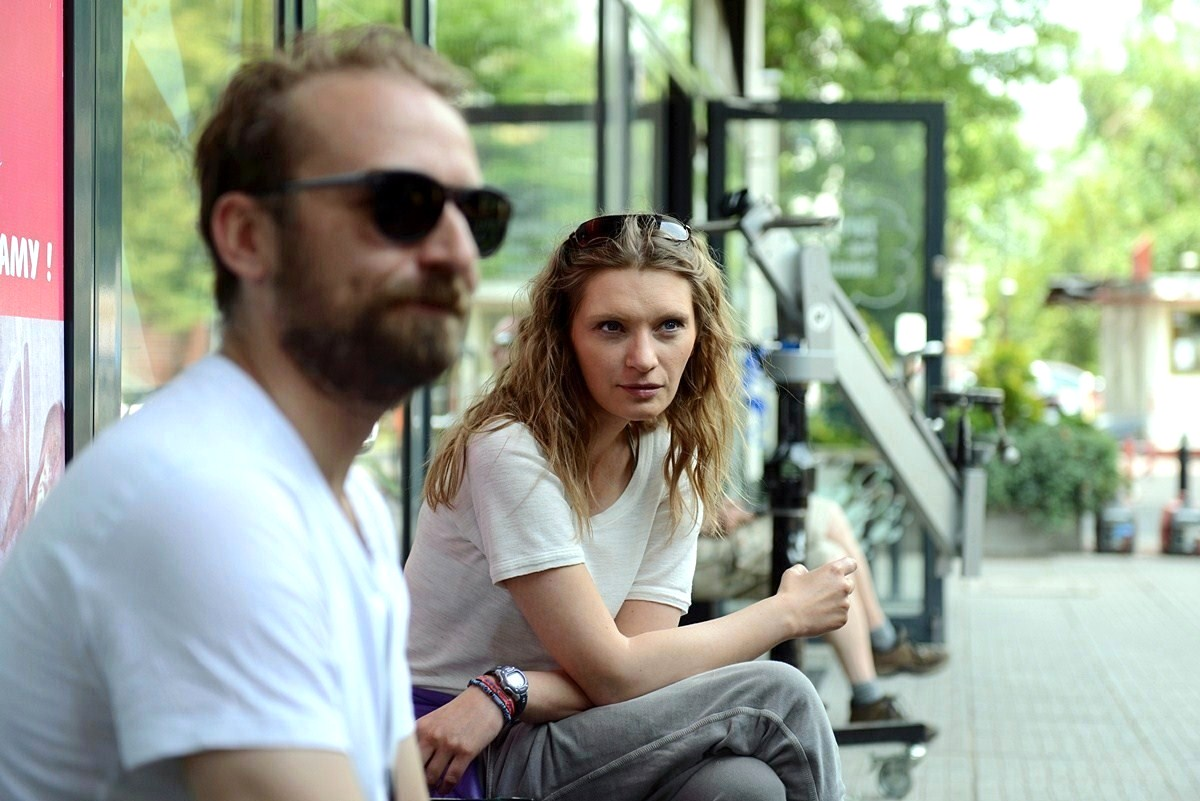
Wojciech Mecwaldowski i Agata Buzek na planie filmu 11 minut (2015) Skolimowskiego

Spory sukces odniósł również kolejny film Skolimowskiego, nakręcony w międzynarodowej koprodukcji Essential Killing (2010). Bohater filmu, anonimowy afgański talib (Vincent Gallo), ucieka amerykańskim żołnierzom z tajnego więzienia CIA w Polsce, dokąd został przetransportowany pod zarzutem terroryzmu. Jako zaszczuty outsider talib jest zmuszony do wielokrotnego zabijania zwierząt i ludzi. Dzięki sporemu budżetowi zapewnionemu przez producenta Jeremy’ego Thomasa reżyser mógł zaangażować międzynarodową obsadę (rolę głuchoniemej kobiety opatrującej bohatera zagrała Emmanuelle Seigner), nakręcić urokliwe pejzaże w Polsce, w Norwegii oraz nad Morzem Czarnym. Tadeusz Lubelski jednak zaznaczał, że film jest nasycony polską symboliką: „W kulminacyjnej scenie talib […] odjeżdża na białym koniu, a jego bandaże nasiąkają krwią. Rozstrzygnięcie, co może znaczyć ten polski akcent, pozostaje zadaniem dla widza”. Essential Killing zdobył dwie czołowe nagrody na 67. MFF w Wenecji: Grand Prix Jury oraz Puchar Volpiego dla najlepszego aktora dla Vincenta Gallo. Nagrodziło go również jury 36. Festiwalu Polskich Filmów Fabularnych, przyznając filmowi Grand Prix Złote Lwy.

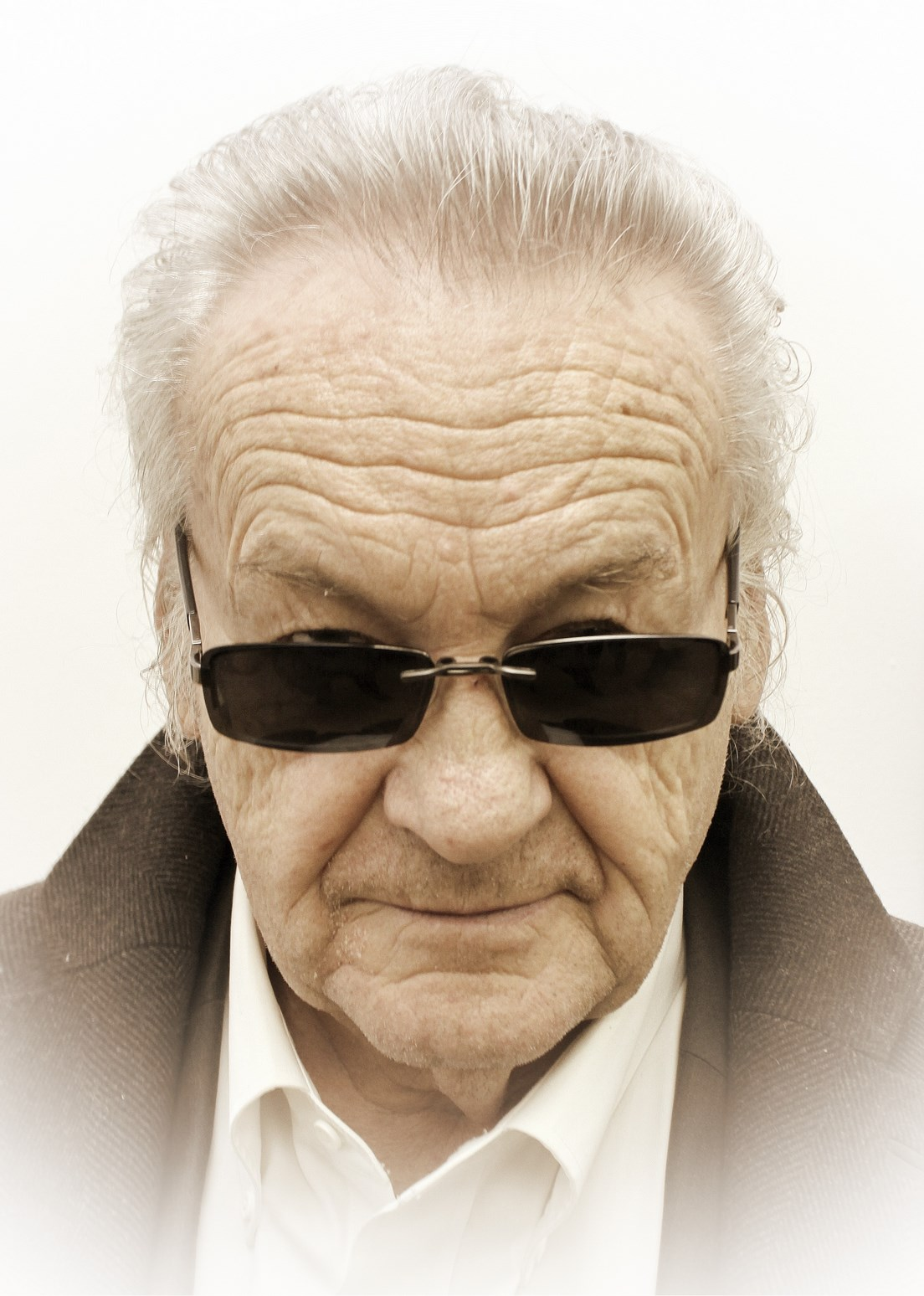
Jerzy Skolimowski w 2014

Kolejnym filmem nakręconym przez Skolimowskiego w Polsce było 11 minut (2015). Utwór przedstawia 11 minut z życia różnych wielkomiejskich bohaterów, których losy kolejno przeplatają się w ostatniej sekundzie z tytułowego czasu. Choć 11 minut zebrało szereg nagród (w tym Wyróżnienie Specjalne Jury Młodych w Wenecji oraz Nagrodę Specjalną Jury na 40. Festiwalu Polskich Filmów Fabularnych), film nie usatysfakcjonował części krytyków. Przykładowo Darek Arest z „Dwutygodnika” stwierdzał, że pod mozaikową treścią kryje się błaha fabuła „o współczesności, powierzchowności życia, pośpiechu, mijaniu się i kruchości względem fatum, które dawno przesądziło o naszym losie” .
Skolimowski powrócił do reżyserii, realizując film IO (2022), koprodukcję polsko-włoską o losach bezbronnego osiołka szykanowanego przez ludzi. Film był hołdem dla twórczości Roberta Bressona, przede wszystkim Na los szczęścia, Baltazarze (1966), choć Skolimowski podkreślał, że w odróżnieniu od Bressona skupił się całkowicie na losach zwierzęcia . IO został doceniony przez jury 75. MFF w Cannes, które przyznało Skolimowskiemu Nagrodę Jury; zebrał też pozytywne oceny krytyków. Adam Solomons z „IndieWire” pisał: „W wersji Bressona to ludzie otaczający osła stanowią prawdziwe centrum opowieści. W IO tak nie jest. To jest »Osiołkowa wizja« i lepiej na tym wychodzimy” . Z drugiej strony, Anna Tatarska z Onet.pl twierdziła, iż „ekranowa symbolika zderzenia świata ludzi i natury, choć bliska sercu, jest momentami bardzo ciężka” . W sierpniu 2022 film został polskim kandydatem do Oscara w kategorii filmu międzynarodowego, a w grudniu 2022 znalazł się na shortliście 15 filmów nominowanych do tejże nagrody .
Zupełnie inaczej został odebrany wkład Skolimowskiego i Ewy Piaskowskiej w scenariusz filmu The Palace (2023) Romana Polańskiego, wpisującego się w konwencję farsy hotelowej. Scenariusz, określany przez jednego z recenzentów mianem „beznadziejnego”, przyczynił się (oprócz życiorysu Polańskiego) do solidarnego zbojkotowania filmu przez anglosaskich krytyków.

#### Występy aktorskie

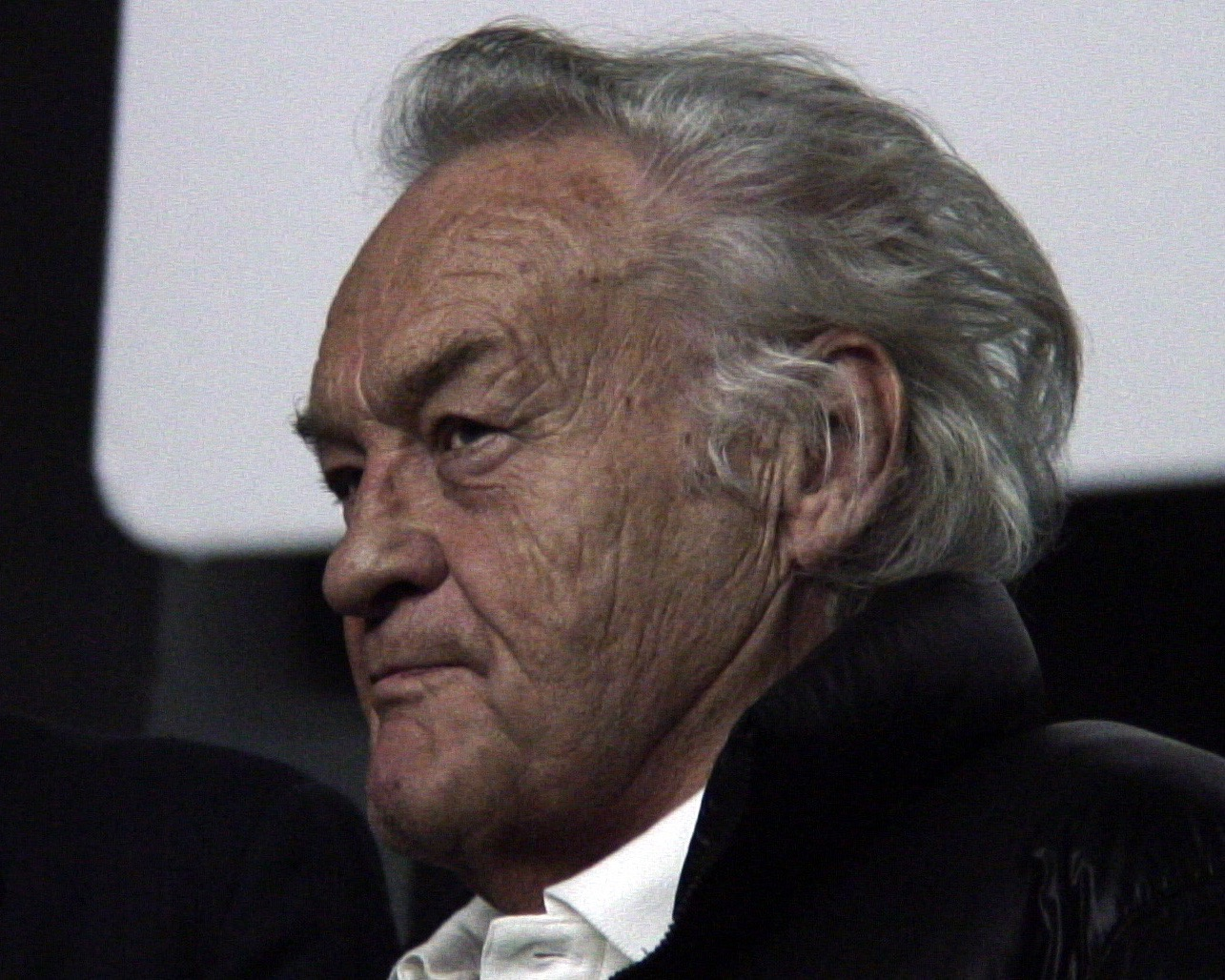
Jerzy Skolimowski na Festiwalu Filmowym w Lizbonie (2016)

Począwszy od roli boksera w Niewinnych czarodziejach, Skolimowski udzielał się też jako aktor. Oprócz pierwszoplanowych występów w Rysopisie, Walkowerze oraz Rękach do góry do jego dorobku zaliczają się też drugo- i trzecioplanowe role we własnych filmach: Na samym dnie, Krzyku, Wiosennych wodach i Ferdydurke. Występował także w filmach innych reżyserów, między innymi w Sposobie bycia (1966) Jana Rybkowskiego, Poślizgu (1972) Jana Łomnickiego, Fałszerstwie (1981) Volkera Schlöndorffa, Białych nocach (1985) Taylora Hackforda, Big Shots (1987) Roberta Mandela, Marsjanie atakują! (1996) Tima Burtona, Los Angeles bez mapy (1998) Miki Kaurismäkiego, Operacji Samum (1999) Władysława Pasikowskiego, Zanim zapadnie noc (2000) Juliana Schnabla, Wschodnich obietnicach (2007) Davida Cronenberga. Do jego nowszych ról zalicza się postać króla Jana III Sobieskiego w Bitwie pod Wiedniem (2012) Renzo Martinellego, rosyjskiego mafiosa Gieorgija Łuczkowa w Avengers (2012) Jossa Whedona oraz Olgierda Szybenika w Juliuszu (2017) Aleksandra Pietrzaka.
Wystąpił w teledysku do utworu mori Dawida Podsiadły, który miał premierę 7 lutego 2023.

### Kariera malarska
Skolimowski już pod koniec lat 70. XX wieku próbował swoich sił jako malarz. Przyjętym przezeń stylem malarskim był nie tylko plakat, ale również ekspresjonizm abstrakcyjny. W wywiadach podkreślał, że może malować wszystkim, co znajdzie w pobliżu. Pierwsza profesjonalna wystawa jego twórczości została otwarta w 1998 r. w Los Angeles. W Polsce pierwszy raz obrazy Skolimowskiego zostały wystawione w 2002 r. w Muzeum Narodowym we Wrocławiu. Obrazy reżysera można było oglądać także w kopalni soli w Wieliczce (2004), w Pałacu w Wilanowie (2004), na Międzynarodowym Festiwalu Nowe Horyzonty we Wrocławiu (2007) oraz w Galerii DAP w Warszawie (2007).

### Poglądy polityczne
Został członkiem honorowego komitetu poparcia Bronisława Komorowskiego przed przyspieszonymi wyborami prezydenckimi 2010 oraz przed wyborami prezydenckimi w Polsce w 2015 roku.

## Życie prywatne

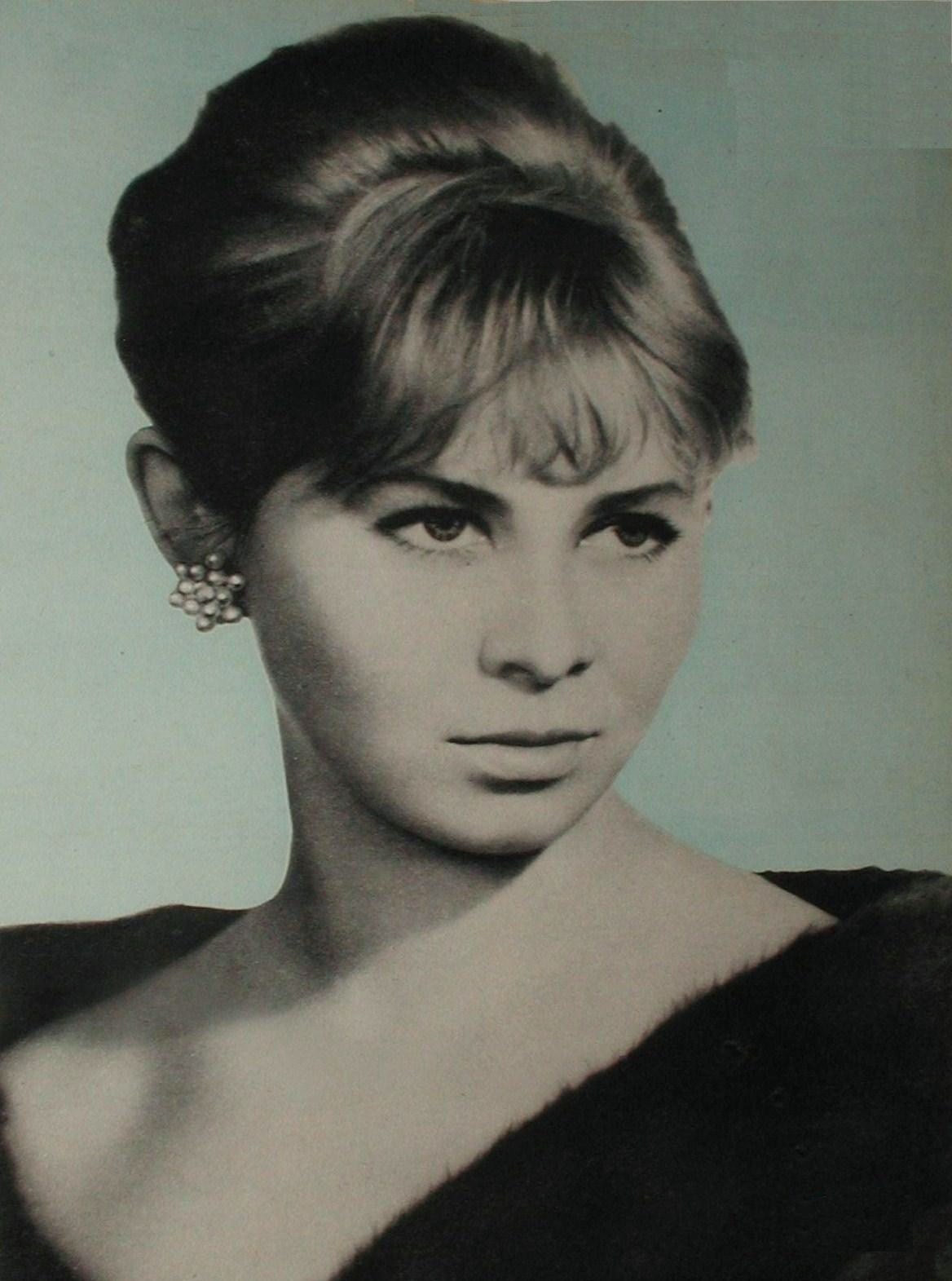
Joanna Szczerbic, wieloletnia żona Skolimowskiego (1967)

W latach 1959–1965 był w związku z aktorką Elżbietą Czyżewską  . Po rozstaniu ożenił się z Joanną Szczerbic (ur. 1941, zm. 2014), również aktorką, z którą miał dwóch synów: Michała (ur. 1968) i Józefa (ur. 1970, zm. 2012). Obaj synowie poszli w ślady Skolimowskiego, pisząc scenariusze i pomagając ojcu w realizowanych przezeń projektach; Józef zmarł podczas pobytu z bratem w Indiach . Po śmierci żony Skolimowski związał się ze swoją wieloletnią współpracowniczką, Ewą Piaskowską (ur. 1973) .

## Styl filmowy
W polskiej literaturze filmoznawczej Jerzy Skolimowski jest zwykle opisywany jako filmowy outsider, jednak Ewa Mazierska traktuje stosowanie owej etykiety jako wprowadzające w błąd. Zdaniem Mazierskiej Skolimowski nie był outsiderem z tego powodu, że często chętnie współpracował z innymi twórcami (np. Andrzejem Wajdą oraz Romanem Polańskim). Co więcej, w latach 60. XX wieku uchodził wręcz za głos swego pokolenia, co wykluczało jego odosobnienie od społeczeństwa. Dlatego też Mazierska klasyfikuje reżysera jako „nonkonformistę”, podkreślając związki stylistyczne między jego twórczością a dziełami Polańskiego oraz Jean-Luca Godarda. Niekiedy twórczość Skolimowskiego jest rozpatrywana w ramach zjawiska określanego mianem „trzeciej fali” polskiego kina .
Tadeusz Lubelski interpretuje pierwsze cztery polskie filmy pełnometrażowe Skolimowskiego jako wewnętrznie spójną całość, zwłaszcza pod względem jedności czasu i miejsca. Akcja Rysopisu toczy się dnia 1 września (co jest aluzją do wybuchu II wojny światowej), między 4.45 a 15.10, godziną odjazdu pociągu, który zawozi Andrzeja Leszczyca do jednostki wojskowej (aluzja do filmu 15:10 do Yumy Delmera Davesa). Walkower rozgrywa się w ciągu dwóch dni; Leszczyc na początku odruchowo wysiada z pociągu, natomiast pod koniec filmu wsiada doń w akcie ucieczki, potem jednak wraca, by zmierzyć się z przeciwnikiem, którego się obawiał. Bariera rozgrywa się od południa Wielkiej Soboty do poranka wielkanocnego, natomiast akcja Rąk do góry toczy się w ciągu jednej nocy. Przede wszystkim zaś „akcja jego filmów ma charakter umowny, kolażowy, można ją traktować jak zapis świadomości autora”. Mariola Jankun-Dopartowa dostrzegała we wczesnej twórczości Skolimowskiego możliwe inspiracje groteską spod znaku Witolda Gombrowicza oraz Tadeusza Różewicza, poczytując zwłaszcza Rysopis jako przejaw misternej autokreacji:

Bohater Skolimowskiego dokonuje aktu autokreacji w rzeczywistości rozproszonej i rozbitej, w zgodzie z materią tej rzeczywistości. Nie próbuje niczego rekonstruować, naprawiać, rehabilitować, lecz burzy wszystko, co nosi choćby pozory stabilizacji, ładu, czystości. Jednak celem tej destrukcji jest próba przekroczenia granicy, poza którą może się znajdować jakiś inny porządek rzeczywistości.

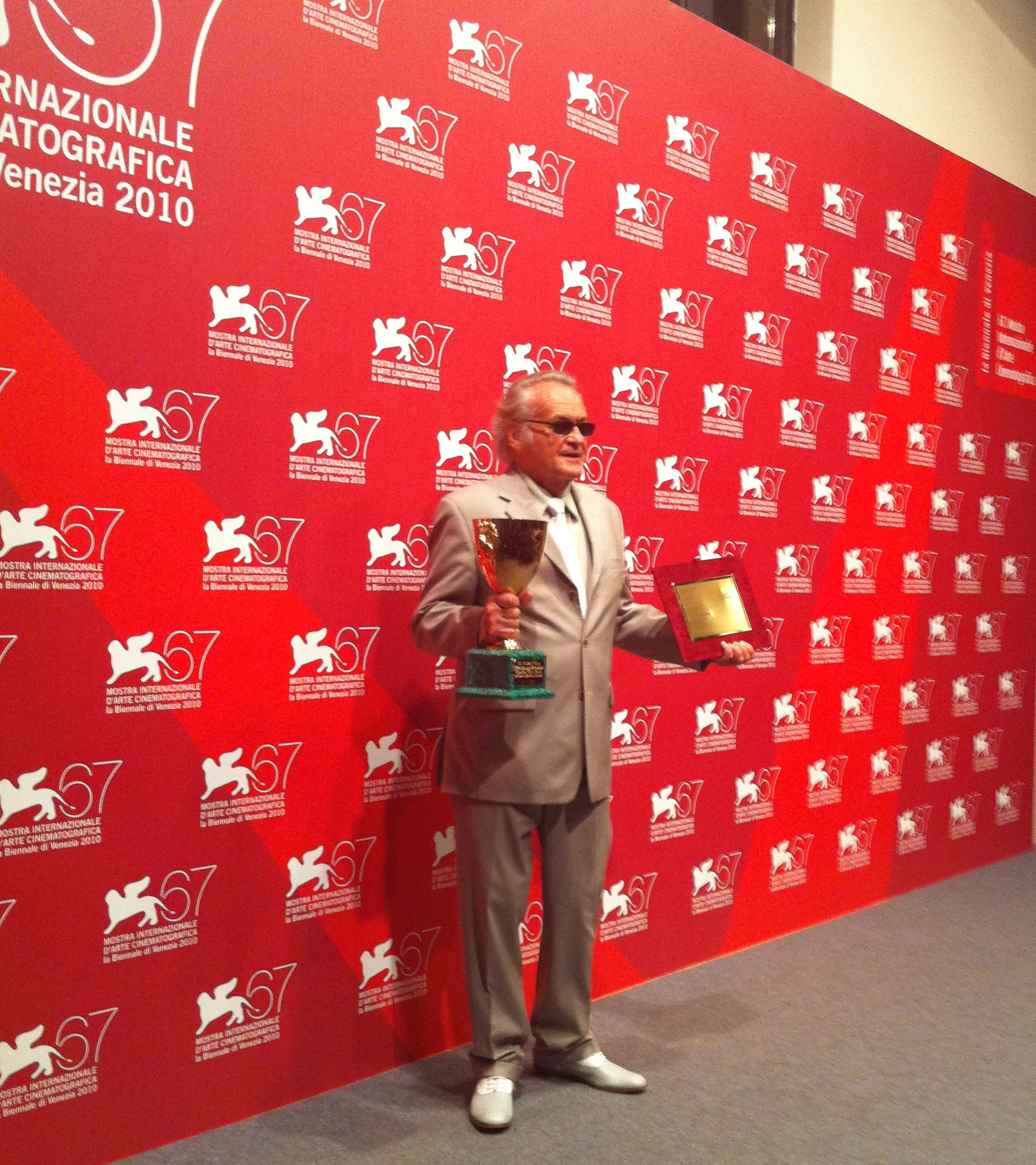
Jerzy Skolimowski z Nagrodą Specjalną Jury oraz Pucharem Volpiego na Festiwalu Filmowym w Wenecji (2010)

Podążając tropem interpretacji w kluczu gombrowiczowskim, Jacek Nowakowski stwierdza, iż Skolimowski tak jak Gombrowicz posługuje się symbolami i metaforami, „aby za pomocą groteskowej stylizacji zburzyć ich (sakralną nieraz) formę”, a przede wszystkim – aby odzwierciedlić dylematy swego pokolenia, próbującego się wyróżnić na tle generacji Kolumbów.
Iwona Grodź podkreśla, że filmy Skolimowskiego powstałe na emigracji charakteryzuje nieustanny motyw albo inicjacji (z reguły miłosnej), albo dojrzewania. W odróżnieniu od tetralogii kręconej w Polsce, gdzie reżyser potrafił zespolić punkt widzenia kamery z widokiem protagonisty (na przykład w Rysopisie), filmy emigranckie cechuje z kolei bezosobowa narracja. Bruce Hodsdon z australijskiego czasopisma „Senses of Cinema” charakteryzował twórczość reżysera następująco:

Z niepokojem i pomysłowością przypadkowego turysty, który przywodzi na myśl Raúla Ruiza, Skolimowski stworzył prace rozpięte między surrealizmem a absurdem. […] Jego kino to kino ironii, niejednoznacznie rozgrywające się, często w symulowanych przestrzeniach performatywnych – opuszczonym ringu bokserskim, pustej ciężarówce do przewozu bydła, opróżnionym basenie, londyńskim autobusie, klaustrofobicznym latarniowcu i barokowej Wenecji – umiejscowionych pomiędzy rzeczywistością a fantazją, gdzie to, co realne, przechodzi w metaforę .

Konrad Klejsa podsumowuje, że istnieją cztery dominujące poziomy interpretacji dzieł Skolimowskiego:
1. Poziom prywatny, związany z legendą biograficzną Skolimowskiego jako nonkonformisty;
2. Poziom społeczno-polityczny, związany z dziedzictwem października 1956 r. oraz okresem małej stabilizacji;
3. Poziom kultury europejskiej, związany ze stylem przypominającym francuską Nową Falę oraz ogólną diagnozą stanu młodzieży sprzed roku 1968;
4. Poziom kultury polskiej, przejawiający się w odwołaniach do polskiej tradycji romantycznej oraz dziedzictwa gombrowiczowskiego[93].

## Filmografia
| Rok  | Tytuł                        | Reżyser | Scenarzysta | Producent | Aktor (rola)                       | Uwagi                                                     |
| ---- | ---------------------------- | ------- | ----------- | --------- | ---------------------------------- | --------------------------------------------------------- |
| 1960 | Oko wykol                    | T       |             |           |                                    | etiuda szkolna                                            |
| 1960 | Hamleś                       | T       | T           |           |                                    | etiuda szkolna                                            |
| 1960 | Niewinni czarodzieje         |         | T           |           | bokser                             | reż. Andrzej Wajda                                        |
| 1961 | Pieniądze albo życie         | T       |             |           |                                    | etiuda szkolna                                            |
| 1961 | Rzeźba                       | T       |             |           |                                    | etiuda szkolna                                            |
| 1961 | Nóż w wodzie                 |         | T           |           |                                    | reż. Roman Polański                                       |
| 1961 | Erotyk                       | T       |             |           |                                    | etiuda szkolna                                            |
| 1962 | Druga taryfa                 | T       |             |           |                                    | etiuda szkolna                                            |
| 1964 | Rysopis                      | T       | T           |           | Andrzej Leszczyc                   | film fabularny                                            |
| 1965 | Walkower                     | T       | T           |           | Andrzej Leszczyc                   | film fabularny                                            |
| 1965 | Sposób życia                 |         |             |           | Leopold                            | reż. Jan Rybkowski                                        |
| 1966 | Bariera                      | T       | T           |           | kelner-konferansjer                | film fabularny                                            |
| 1967 | Ręce do góry                 | T       | T           | T         | Andrzej Leszczyc                   | film fabularny                                            |
| 1967 | Start                        | T       | T           |           |                                    | film fabularny                                            |
| 1968 | Dialog 20-40-60              | T       | T           |           |                                    | segment Dwudziestolatkowie                                |
| 1970 | Przygody Gerarda             | T       | T           |           |                                    | film fabularny, adaptacja powieści Arthura Conana Doyle’a |
| 1970 | Na samym dnie                | T       | T           |           | pasażer w metrze                   | film fabularny                                            |
| 1971 | Król, dama, walet            | T       |             |           |                                    | film fabularny, adaptacja powieści Vladimira Nabokova     |
| 1972 | Poślizg                      |         | T           | T         | właściciel warsztatu samochodowego | reż. Jan Łomnicki                                         |
| 1978 | Wrzask                       | T       | T           |           | pacjent szpitala psychiatrycznego  | film fabularny, adaptacja opowiadania Roberta Gravesa     |
| 1981 | Fałszerstwo                  |         |             |           | Hoffmann                           | reż. Volker Schlöndorff                                   |
| 1982 | Fucha                        | T       | T           | T         |                                    | film fabularny                                            |
| 1984 | Najlepszą zemstą jest sukces | T       | T           | T         |                                    | film fabularny                                            |
| 1985 | Białe noce                   |         |             |           | pułkownik Czajko                   | reż. Taylor Hackford                                      |
| 1985 | Latarniowiec                 | T       |             |           |                                    | film fabularny, adaptacja powieści Siegfrieda Lenza       |
| 1987 | Big Shots                    |         |             |           | Doc                                | reż. Robert Mandel                                        |
| 1989 | Wiosenne wody                | T       | T           |           | Wiktor Wiktorowicz                 | film fabularny, adaptacja powieści Iwana Turgieniewa      |
| 1991 | Ferdydurke                   | T       | T           | T         | dyrektor szkoły                    | film fabularny, adaptacja powieści Witolda Gombrowicza    |
| 1993 | Motyw cienia                 |         |             | T         |                                    | reż. Józef Skolimowski, Michał Skolimowski                |
| 1996 | Marsjanie atakują!           |         |             |           | doktor Zeigler                     | reż. Tim Burton                                           |
| 1998 | Los Angeles bez mapy         |         |             |           | minister                           | reż. Mika Kaurismäki                                      |
| 1999 | Operacja Samum               |         |             |           | Hayes, szef CIA                    | reż. Władysław Pasikowski                                 |
| 2000 | Zanim zapadnie noc           |         |             |           | profesor                           | reż. Julian Schnabel                                      |
| 2007 | Wschodnie obietnice          |         |             |           | Stiepan Chitrow                    | reż. David Cronenberg                                     |
| 2008 | Cztery noce z Anną           | T       | T           | T         |                                    | film fabularny                                            |
| 2009 | Naznaczony                   |         |             |           | Wojciech Radler                    | serial fabularny                                          |
| 2010 | Essential Killing            | T       | T           | T         |                                    | film fabularny                                            |
| 2012 | Bitwa pod Wiedniem           |         |             |           | król Jan III Sobieski              | reż. Renzo Martinelli                                     |
| 2012 | Ixjana                       |         |             | T         |                                    | reż. Józef Skolimowski, Michał Skolimowski                |
| 2012 | Avengers                     |         |             |           | Gieorgij Łuczkow                   | reż. Joss Whedon                                          |
| 2015 | 11 minut                     | T       | T           | T         |                                    | film fabularny                                            |
| 2018 | Juliusz                      |         |             |           | Olgierd Szybenik                   | reż. Aleksander Pietrzak                                  |
| 2020 | To nie my                    | T       |             |           |                                    | film krótkometrażowy z cyklu W domu                       |
| 2022 | IO                           | T       | T           | T         |                                    | film fabularny                                            |
| 2022 | The Palace                   |         | T           |           |                                    | reż. Roman Polański                                       |
| 2022 | Warszawianka                 |         |             |           | Stanisław Czułkowski               | serial fabularny                                          |
| 2025 | Porządny człowiek            |         |             |           | profesor                           | serial fabularny                                          |

## Nagrody
| Rok  | Tytuł              | Festiwal                                                         | Nagroda                                                                 | Wynik     |
| ---- | ------------------ | ---------------------------------------------------------------- | ----------------------------------------------------------------------- | --------- |
| 1964 | Rysopis            | Festiwal Filmowy Państwowej Wyższej Szkoły Teatralnej i Filmowej | Nagroda za reżyserię                                                    | Wygrana   |
| 1965 | Rysopis            | Klub Krytyki Filmowej Stowarzyszenia Dziennikarzy Polskich       | Syrenka Warszawska w kategorii filmu fabularnego                        | Wygrana   |
| 1965 | Rysopis            | Festiwal Filmowy w Arnhem                                        | Grand Prix za reżyserię                                                 | Wygrana   |
| 1965 | Walkower           | Festiwal Filmowy w Arnhem                                        | Grand Prix za reżyserię                                                 | Wygrana   |
| 1965 | Walkower           | Międzynarodowe Targi Filmowe w Mannheim                          | Wyróżnienie                                                             | Wygrana   |
| 1965 | Walkower           | Państwowa Wyższa Szkoła Filmowa, Telewizyjna i Teatralna         | Nagroda im. Andrzeja Munka                                              | Wygrana   |
| 1966 | Walkower           | „Cahiers du Cinéma”                                              | Nagroda pisma                                                           | Wygrana   |
| 1966 | Bariera            | Festiwal Filmów Autorskich w Bergamo                             | Grand Prix                                                              | Wygrana   |
| 1966 | Bariera            | Klub Krytyki Filmowej Stowarzyszenia Dziennikarzy Polskich       | Syrenka Warszawska w kategorii filmu fabularnego                        | Wygrana   |
| 1967 | Start              | Międzynarodowy Festiwal Filmowy w Berlinie                       | Złoty Niedźwiedź                                                        | Wygrana   |
| 1967 | Start              | Międzynarodowy Festiwal Filmowy w Berlinie                       | Nagroda FIPRESCi                                                        | Wygrana   |
| 1968 | Bariera            | Międzynarodowy Festiwal Filmowy w Valladolid                     | Nagroda Specjalna Jury                                                  | Wygrana   |
| 1978 | Wrzask             | Festiwal Filmowy w Cannes                                        | Nagroda Jury                                                            | Wygrana   |
| 1981 | Ręce do góry       | Festiwal Polskich Filmów Fabularnych                             | Nagroda Dziennikarzy                                                    | Wygrana   |
| 1981 | Ręce do góry       | Międzynarodowy Festiwal Filmowy w Barcelonie                     | Wyróżnienie Specjalne                                                   | Wygrana   |
| 1982 | Fucha              | Festiwal Filmowy w Cannes                                        | Nagroda Jury za scenariusz                                              | Wygrana   |
| 1985 | Latarniowiec       | Międzynarodowy Festiwal Filmowy w Wenecji                        | Nagroda Specjalna Jury                                                  | Wygrana   |
| 1985 | Latarniowiec       | Międzynarodowy Festiwal Filmowy w Wenecji                        | nagroda Związku Włoskich Dziennikarzy Filmowych dla filmu zagranicznego | Wygrana   |
| 2008 | Cztery noce z Anną | Festiwal Polskich Filmów Fabularnych                             | Wyróżnienie Jury                                                        | Wygrana   |
| 2008 | Cztery noce z Anną | Festiwal Polskich Filmów Fabularnych                             | Nagroda Festiwali i Przeglądów Filmu Polskiego za Granicą               | Wygrana   |
| 2008 | Cztery noce z Anną | Międzynarodowy Festiwal Filmowy w Tokio                          | Nagroda Specjalna Jury                                                  | Wygrana   |
| 2009 | Cztery noce z Anną | The New York Polish Film Festival                                | Nagroda „Ponad Granicami” im. Krzysztofa Kieślowskiego                  | Wygrana   |
| 2009 | Cztery noce z Anną | Polskie Nagrody Filmowe                                          | Orzeł za najlepszą reżyserię                                            | Wygrana   |
| 2009 | Cztery noce z Anną | Polskie Nagrody Filmowe                                          | Orzeł za najlepszy film                                                 | Nominacja |
| 2009 | Cztery noce z Anną | Polskie Nagrody Filmowe                                          | Orzeł za najlepszy scenariusz                                           | Nominacja |
| 2009 | Cztery noce z Anną | Festiwal Reżyserii Filmowej w Świdnicy                           | Złoty Dzik                                                              | Wygrana   |
| 2009 | Cztery noce z Anną | Ogólnopolski Festiwal Sztuki Filmowej „Prowincjonalia”           | Nagroda Dziennikarzy                                                    | Nominacja |
| 2009 | Nóż w wodzie       | Festiwal Filmowy i Artystyczny „Lato Filmów”                     | Nagroda za najlepszy scenariusz w historii polskiego kina               | Wygrana   |
| 2010 | Essential Killing  | Międzynarodowy Festiwal Filmowy w Wenecji                        | Nagroda Specjalna Jury                                                  | Wygrana   |
| 2010 | Essential Killing  | Międzynarodowy Festiwal Filmowy w Mar del Plata                  | Nagroda Dziennikarzy                                                    | Wygrana   |
| 2010 | Essential Killing  | Międzynarodowy Festiwal Filmowy w Mar del Plata                  | Nagroda Główna „Złote Ombu”                                             | Wygrana   |
| 2011 | Essential Killing  | Festiwal Polskich Filmów Fabularnych                             | Złote Lwy                                                               | Wygrana   |
| 2011 | Essential Killing  | Festiwal Polskich Filmów Fabularnych                             | Nagroda za reżyserię                                                    | Wygrana   |
| 2011 | Essential Killing  | Polskie Nagrody Filmowe                                          | Orzeł za najlepszy film                                                 | Wygrana   |
| 2011 | Essential Killing  | Polskie Nagrody Filmowe                                          | Orzeł za najlepszą reżyserię                                            | Wygrana   |
| 2011 | Essential Killing  | Polskie Nagrody Filmowe                                          | Orzeł za najlepszy scenariusz                                           | Nominacja |
| 2011 | Essential Killing  | Sopot Film Festival                                              | „Parasolnik” dla najlepszego filmu festiwalu                            | Wygrana   |
| 2015 | 11 minut           | Festiwal Polskich Filmów Fabularnych                             | Nagroda Specjalna Jury                                                  | Wygrana   |
| 2015 | 11 minut           | Lisbon & Estoril Film Festival                                   | Nagroda „Jaeger-LeCoultre” dla najlepszego filmu                        | Wygrana   |
| 2016 | 11 minut           | Central and Eastern European Film Festival „CinEast”             | Nagroda Krytyków                                                        | Wygrana   |
| 2016 | 11 minut           | Golden Rooster and Hundred Flowers Film Festival                 | Nagroda za reżyserię                                                    | Wygrana   |
| 2016 | 11 minut           | The New York Polish Film Festival                                | Nagroda Specjalna                                                       | Wygrana   |
| 2016 | 11 minut           | Polskie Nagrody Filmowe                                          | Orzeł za najlepszą reżyserię                                            | Nominacja |
| 2016 | 11 minut           | Polskie Nagrody Filmowe                                          | Orzeł za najlepszy scenariusz                                           | Nominacja |
| 2022 | IO                 | Festiwal Filmowy w Cannes                                        | Nagroda Jury                                                            | Wygrana   |
| 2022 | IO                 | Festiwal Filmu Polskiego w Ameryce                               | Nagroda Specjalna Jury                                                  | Wygrana   |
| 2022 | IO                 | Festiwal Filmu Polskiego w Ameryce                               | Nagroda Krytyków Chicagowskich                                          | Wygrana   |
| 2022 | IO                 | Stowarzyszenie Filmowe Krytyków Nowojorskich                     | Najlepszy film międzynarodowy                                           | Wygrana   |
| 2022 | IO                 | Stowarzyszenie Filmowe Krytyków w Los Angeles                    | Najlepszy film obcojęzyczny                                             | Wygrana   |
| 2022 | IO                 | Międzynarodowy Festiwal Filmowy w Valladolid                     | Nagroda za reżyserię                                                    | Wygrana   |
| 2023 | IO                 | Nagrody Akademii Filmowej                                        | Oscar dla najlepszego filmu międzynarodowego                            | Nominacja |

## Wyróżnienia honorowe i odznaczenia
| Rok  | Instytucja                                           | Wyróżnienie                                                                                    |
| ---- | ---------------------------------------------------- | ---------------------------------------------------------------------------------------------- |
| 2003 | Polska Akademia Filmowa                              | Nagroda Specjalna „Orzeł”                                                                      |
| 2005 | Festiwal Gwiazd w Międzyzdrojach                     | odciśnięcie dłoni na Promenadzie Gwiazd                                                        |
| 2005 | Ministerstwo Kultury                                 | Złoty Medal „Zasłużony Kulturze Gloria Artis”                                                  |
| 2010 | Camerimage                                           | Nagroda za całokształt twórczości dla polskiego reżysera ze szczególną wrażliwością wizualną   |
| 2011 | Prezydent RP                                         | Krzyż Komandorski Orderu Odrodzenia Polski                                                     |
| 2011 | Prezydent Francji                                    | Krzyż Oficerski Orderu Sztuki i Literatury                                                     |
| 2011 | „Polish Market”                                      | Perła Honorowa Polskiej Gospodarki                                                             |
| 2011 | Uniwersytet Warmińsko-Mazurski w Olsztynie           | doktorat honoris causa                                                                         |
| 2015 | Motovun Film Festival                                | Nagroda „Maverick” za całokształt twórczości                                                   |
| 2015 | Akademia Sztuk Pięknych w Łodzi                      | doktorat honoris causa                                                                         |
| 2016 | Międzynarodowy Festiwal Filmowy w Wenecji            | Złoty Lew za całokształt twórczości                                                            |
| 2016 | Forum Kina Europejskiego „Cinergia” w Łodzi          | Złoty Glan                                                                                     |
| 2018 | Festiwal Polskich Filmów Fabularnych                 | Platynowe Lwy za całokształt twórczości                                                        |
| 2018 | Fundacja Polskiego Godła Promocyjnego                | Wybitny Polak                                                                                  |
| 2018 | Festiwal Filmów-Spotkań NieZwykłych w Sandomierzu    | Korona Sandomierska dla Reżysera NieZwykłego                                                   |
| 2018 | Stowarzyszenie Autorów ZAiKS                         | Nagroda Specjalna i Honorowe Członkostwo                                                       |
| 2020 | Stowarzyszenie Filmowców Polskich                    | Nagroda za wybitne osiągnięcia artystyczne                                                     |
| 2022 | Polskie Nagrody Filmowe                              | Orzeł za osiągnięcia życia                                                                     |
| 2022 | 30. Międzynarodowy Festiwal Filmowy EnergaCAMERIMAGE | Nagroda Filmowa Marszałka Województwa Kujawsko–Pomorskiego im. Poli Negri za osiągnięcia życia |
| 2023 | Stowarzyszenie Autorów ZAiKS                         | Nagroda 100-lecia ZAiKS-u                                                                      |
| 2024 | Miasto Łódź                                          | Gwiazda w Łódzkiej Alei Gwiazd                                                                 |
| 2024 | Miasto Łódź                                          | Medal 600-lecia Miasta Łodzi                                                                   |

### Monografie i rozdziały w pracach zbiorowych
- Iwona Grodź, Jerzy Skolimowski, Warszawa: Biblioteka „Więzi”, 2010, ISBN 978-83-60356-81-4.
- Sebastian Jagielski, Polska: nie tylko Kino Moralnego Niepokoju, [w:] Tadeusz Lubelski, Iwona Sowińska, Rafał Syska (red.), Kino epoki nowofalowej, Kraków: Universitas, 2015, s. 1165–1222.
- Marek Jastrzębiec-Mosakowski, W stronę niepokojącej kobiecości i męskości, [w:] Skolimowski. Przewodnik Krytyki Politycznej, Warszawa: Wydawnictwo Krytyki Politycznej, 2010, s. 121–136.
- Konrad Klejsa, Jerzy Skolimowski – gry, maski, tęsknoty, ucieczki... (cztery spojrzenia na wczesną twórczość), [w:] Grażyna Stachówna, Joanna Wojnicka, Autorzy kina polskiego, t. 1, Kraków: Rabid, 2004, s. 91–108.
- Iwona Kurz, Twarze w tłumie. Wizerunki bohaterów wyobraźni zbiorowej w kulturze polskiej lat 1955-1969, Izabelin: Wydawnictwo „Świat Literacki”, 2005, ISBN 83-88612-70-0.
- Tadeusz Lubelski, Historia kina polskiego 1895–2014, Kraków: Universitas, 2015.
- Ewa Mazierska, Jerzy Skolimowski: The Cinema of a Nonconformist, New York: Berghahn Books, 2010a, ISBN 978-1-84545-807-2.

### Artykuły naukowe
- Mariola Dopartowa, Rysopis jako duchowa biografia pokolenia, „Kwartalnik Filmowy” (17), 1997, s. 98–103, ISSN 0452-9502 [dostęp 2021-08-21].
- Mariusz Dzięglewski, W poszukiwaniu własnej tożsamości. Fenomen wczesnych filmów Jerzego Skolimowskiego, „Kwartalnik Filmowy” (37-38), 2002, s. 166-176.
- Marta Hauschild, Trzecia fala polskiego kina? Dzieje kilku terminów, „Kwartalnik Filmowy” (57–58), 2007, s. 103–117, ISSN 0452-9502 [dostęp 2021-08-21].
- Ewa Mazierska, Rewizje historii Polski a "miękka awangarda" filmowa lat sześćdziesiątych, „Kwartalnik Filmowy” (70), 2010b, s. 106–120, ISSN 0452-9502 [dostęp 2022-01-22].
- Ewa Mazierska, Polish martial law of 1981 seen from abroad, „New Cinemas: Journal of Contemporary Film”, 7 (3), 2009, s. 197–209, DOI: 10.1386/ncin.7.3.197/1 [dostęp 2022-02-03] (ang.).
- Jacek Nowakowski, Widok Gombrowicz a polski film fabularny, „Przestrzenie Teorii”, 20, 2013, s. 155-172 [dostęp 2022-02-03].

### Artykuły branżowe
- Darek Arest, Czego nie widać, „Dwutygodnik” (171), październik 2015 [dostęp 2022-02-01].
- Richard Brody, Success Is The Best Revenge [online], „The New Yorker” [dostęp 2022-01-26] (ang.).
- Vincent Canby, 'Moonlighting' offered by Jerzy Skolimowski, „The New York Times”, 26 września 1982, A55.
- Vincent Canby, The Screen: 'Lightship,' With Duvall, „The New York Times”, 26 września 1986, C8.
- Carolyn Giardina, Oscars: Shortlists for 95th Academy Awards Unveiled, „The Hollywood Reporter”, 21 grudnia 2022 [dostęp 2022-12-22] (ang.).
- Bruce Hodsdon, Skolimowski, Jerzy, „Senses of Cinema”, lipiec 2003 [dostęp 2022-02-02] (ang.).
- Błażej Hrapkowicz, Cztery noce z Anną, „Kino”, wrzesień 2008, s. 87.
- Agnieszka Niemojewska, Elżbieta Czyżewska: Bajka bez happy endu [online], Rzeczpospolita, 14 lutego 2019 [dostęp 2022-02-01].
- Steve Rose, Film & Music: Film reviews: Deep End 5/5, „The Guardian”, 7 maja 2011, s. 11.
- Jonathan Rosenbaum, Surprises at Cannes: Huston redeemed, Tashlin reincarnated (1972), „Village Voice”, 29 czerwca 1972 [dostęp 2022-01-24] [zarchiwizowane z adresu 2021-02-27].
- Jerzy Skolimowski, Peter Blum, "...An Accusation That I Throw in the Face of My Generation..." A conversation with the young Polish director, „Film Comment”, 5 (1), 1968, s. 12–16, ISSN 0015-119X, JSTOR: 43754851.
- Tadeusz Sobolewski, Bokserski refleks [online], Gazeta Wyborcza, 11 lipca 2008 [dostęp 2010-02-15] [zarchiwizowane z adresu 2008-07-19].
- Donata Subbotko, Skolimowski: w sierocińcu najgorsze były wszy. Ojca ledwo pamiętam. Sam zgłosił się do transportu. Poszedł prosto do komory [online], Gazeta Wyborcza, 19 maja 2018 [dostęp 2022-02-15].
- Krzysztof Świrek, Zmysł konkretu: Jerzy Skolimowski, „Kino”, lipiec 2015, s. 7-9.

### Strony internetowe
- Roger Ebert, The Shout movie review – film summary (1978), RogerEbert.com, 1978 [dostęp 2022-01-24] (ang.).
- Maja Piskadło, "Io". O czym opowiada nagrodzony w Cannes film Jerzego Skolimowskiego? [online], Gazeta.pl, 29 maja 2022 [dostęp 2022-05-30].
- Sonia Mozel, Joanna Szczerbic: zapomniana seksbomba [online], Onet Kultura, 13 czerwca 2021 [dostęp 2022-02-01].
- Paweł Piotrowicz, Skolimowskiego portret niewłasny [online], Onet Kultura, 5 maja 2020 [dostęp 2022-02-01].
- Phil de Semlyen, Venice review: Roman Polanski’s ‘The Palace’ is an absolute stinker [online], Time Out Worldwide, 3 września 2023 [dostęp 2023-09-08] (ang.).
- Adam Solomons, ‘EO’ Review: Polish Legend Jerzy Skolimowski Returns with a Madcap Bresson Remake [online], IndieWire, 20 maja 2022 [dostęp 2022-05-30] (ang.).
- Anna Tatarska, "Io" Jerzego Skolimowskiego nagrodzony w Cannes: osioł na czerwonym dywanie [RECENZJA] [online], Onet Kultura, 29 maja 2022 [dostęp 2022-05-30].